# Carbinoxamine
La carbinoxamine est un médicament antiallergique de type antihistaminique.

## Usage médical
La carbinoxamine est un médicament utilisé pour traiter les réactions allergiques, notamment le rhume des foins, la conjonctivite allergique et l'urticaire. Le médicament est pris par voie orale. Le médicament ne doit pas être utilisé en cas de rhume ou chez les enfants de moins de 2 ans.

## Effets secondaires
Les effets secondaires de ce médicament comprennent une somnolence, des étourdissements, une mauvaise coordination ou des douleurs abdominales. D’autres effets secondaires peuvent inclure une sécheresse de la bouche ou une rétention urinaire. La sécurité de ce médicament pendant la grossesse n’est pas claire. 

## Histoire
La médicament a été brevetée en 1947 et est entrée en usage médical en 1953. Il est disponible sous forme de médicament générique. Aux États-Unis, 60 comprimés de 4 mg coûtent environ 20 dollars américains en 2021.